# Gucha, la trompette d'or
Pour plus de détails, voir Fiche technique et Distribution.
Gucha, la trompette d'or (Guča! ; en cyrillique Гуча!) est un film musical coproduit entre la Serbie, la Bulgarie, l'Autriche et l'Allemagne, réalisé par Dušan Milić et sorti en 2006.

## Synopsis
Romeo, jeune trompettiste rom, est amoureux de Juliana, fille du plus célèbre trompettiste de Serbie. Celui-ci ne voit pas d'un bon œil la liaison d'un Rom avec sa fille et défie Romeo au concours de la Trompette d'or, festival annuel qui se tient dans la petite ville serbe de Guča.

## Fiche technique
- Titre : Gucha, la trompette d'or
- Titre original : Гуча! (Guča!)
- Réalisation : Dusan Milic
- Scénario : Dusan Milic
- Musique : Dejan Pejovic , Dragan Ignjic
- Photographie : Petar Popovic
- Montage : Marko Glusac
- Production : Josef Aichholzer, Karl Baumgartner, Thanassis Karathanos, Stefan Kitanov, Emir Kusturica et Goran Radakovic
- Société de production : Pallas Film, Film Deluxe International, Dakar Film, Rasta International, Aichholzer Filmproduktion, Art Fest et Télévision nationale bulgare
- Pays :  Serbie,  Bulgarie,  Autriche et  Allemagne
- Genre : Comédie dramatique et film musical
- Durée : 94 minutes
- Dates de sortie : 
  -  Serbie : 14 novembre 2006

## Distribution
- Marko Markovic : Romeo
- Mladen Nelevic : Sacmo
- Aleksandra Manasijevic : Julijana
- Nenad Okanovic : Grasak
- Slavoljub Pesic : Sandokan
- Olga Odanovic : Paraskeva
- Mirjana Djurdjevic : Romika (as Mira Djurdjevic)
- Zumrita Jakupovic : Marijana
- Svetislav Pesic : Roki
- Marko Jeremic : Ljubisa
- Jovo Maksic : Dragisa
- Nikola Pejakovic : Pevac
- Rade Radivojevic : Pop Milorad
- Fedja Stojanovic : Nacelnik
- Dejana Miladinovic : Divna
- Radovan Miljanic
- Asok Murti : Krojac
- Tijana Viskovic : Mlada